# Première Nation de Beaver
Pour les articles homonymes, voir Beaver.
La Première Nation de Beaver est une bande indienne du peuple Danezaa en Alberta au Canada. En fait, elle est l'une de deux bandes danezaa en Alberta avec la Première Nation de Horse Lake, mais il y en a plusieurs d'autres en Colombie-Britannique. En 2016, elle a une population totale inscrite de 1 065 membres Elle possède deux réserves situées près de Fort Vermilion dans la région de la Rivière-de-la-Paix dans le Nord de l'Alberta et est basée à High Level. Elle fait partie du conseil tribal de North Peace Tribal Council et est signataire du Traité 8.

## Démographie
En avril 2016, la Première Nation de Beaver avait une population inscrite totale de 1 065 membres dont 56,3 % vivaient hors réserve. La principale langue parlée par les membres de la bande est l'anglais. Selon le recensement de 2011, sur une population totale de 415 personnes, 20,5 % de la population connait une langue autochtone et 8,4 % en parle une à la maison.

## Géographie
La Première Nation de Beaver possède deux réserves situées en Alberta dont la plus populeuse est Boyer 164,. La bande est basée à High Level.
| Nom            | Superficie (ha) | Emplacement                           |
| -------------- | --------------- | ------------------------------------- |
| Boyer 164      | 4 249,30        | 16 km au nord-ouest de Fort Vermilion |
| Chil Lake 164A | 2 826           | 32 km au nord-ouest de Fort Vermilion |